# St. Gertrud (Binsfeld)

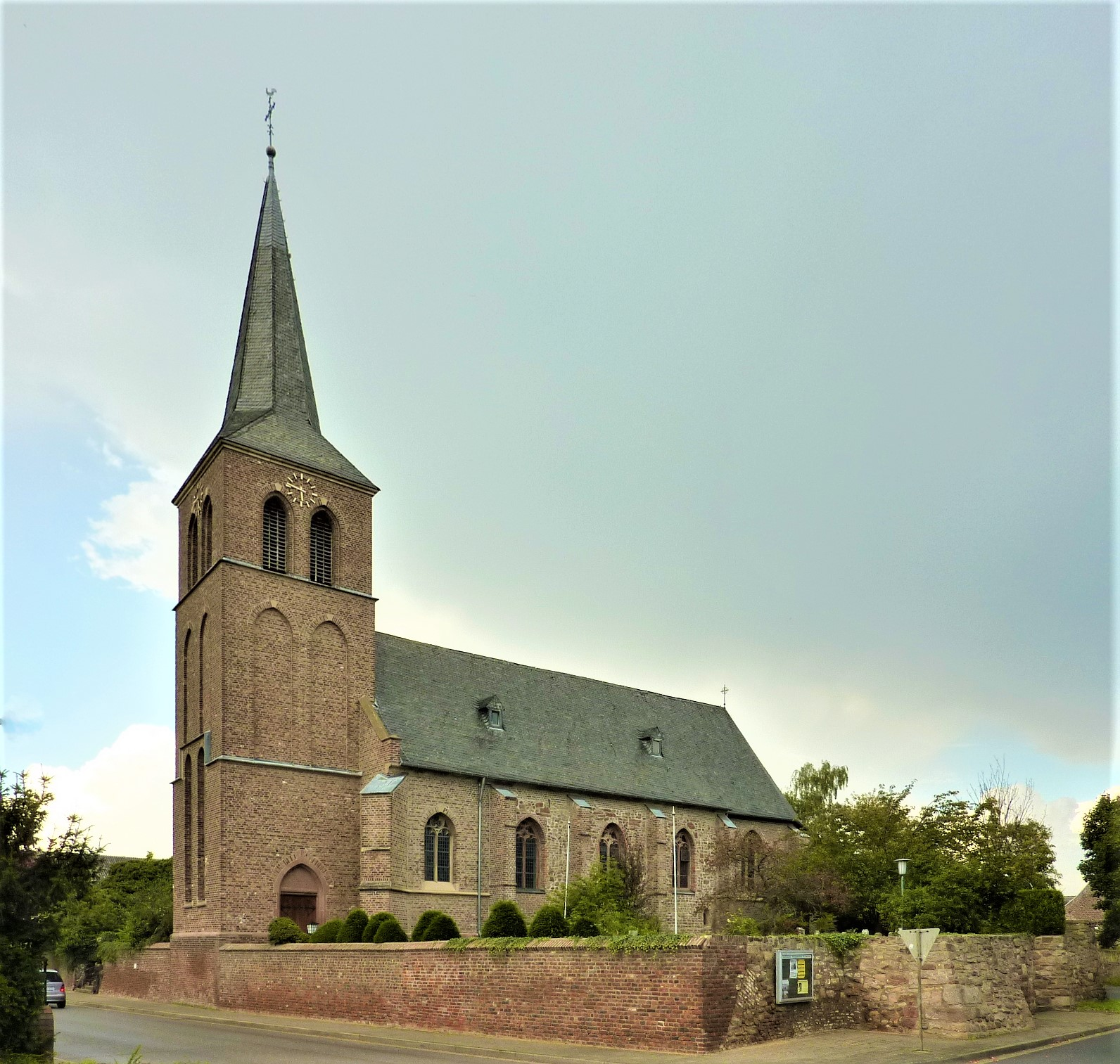
St. Gertrud zu Binsfeld

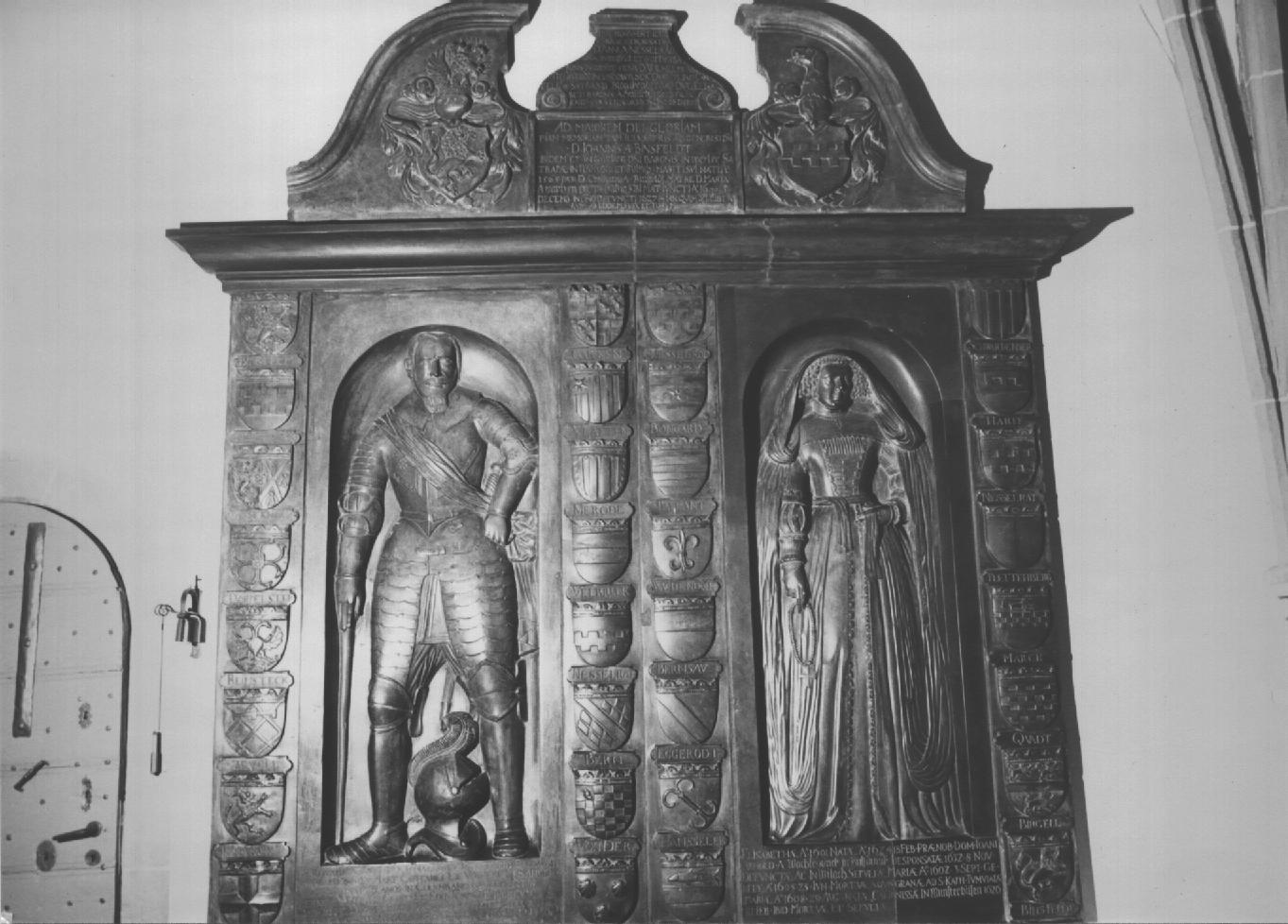
Epitaph in der Kirche

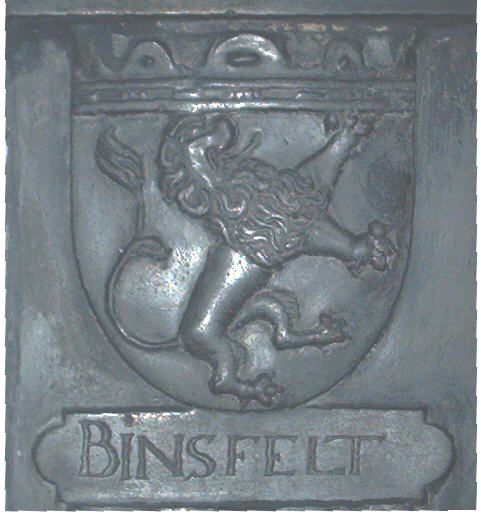
Wappen Binsfeld-Nesselrode

Die römisch-katholische Filialkirche St. Gertrud steht in Binsfeld in der Gemeinde Nörvenich im Kreis Düren, Nordrhein-Westfalen.

## Pfarrpatrone
Sie ist der hl. Gertrud geweiht. Die zweiten Pfarrpatrone sind St. Hubertus und St. Nikolaus.

## Geschichte
In einer Urkunde von Kaiser Otto I. von 966 wird bereits bestätigt, dass eine Jungfrau Ricburis schon 785 ihre ganze Erbschaft inklusive der Kirche der Abtei Nivelles vermacht hat.
Im 16. Jahrhundert baute Werner von Binsfeld die alte Kirche zu einer dreischiffigen Hallenkirche um. Mitte des 18. Jahrhunderts musste die Gertrudenkapelle, die an die Kirche angebaut war, wegen Einsturzgefahr abgebrochen werden. An dieser Stelle wurde die Sakristei errichtet.
Seit der Fusion der ehemaligen Pfarreien St. Medardus, St. Gertrud, St. Heribert, St. Mariä Heimsuchung, St. Martinus und St. Viktor zur Pfarrei St. Josef, Nörvenich ist St. Gertrud keine Pfarrkirche mehr.

## Bauwerk
Das dreijochige Langhaus wurde 1877 nach Plänen von Heinrich Wiethase um ein weiteres Joch und den heutigen Glockenturm erweitert, nachdem 1876 der alte Turm abgebrochen worden war.
Die dreischiffige spätgotische Hallenkirche ist innen etwa 25 mal 10 m groß. Am Langhaus sind die drei aus dem 16. Jahrhundert stammenden Joche aus Bruchsteinen mit Backsteinen erhöht. Das später angefügte vierte Joch und der Turm sind, wie die Strebepfeiler, ganz aus Backsteinen errichtet. Die Kirche hat Spitzbogenfenster mit einfachem Maßwerk und modernem, teilweise farbigem Glas. Innen hat der wegen Kriegszerstörung neu errichtete Chor, den alten spitzbogigen Triumphbogen, der auf Kämpfern ruht, die mit gotischem Laubwerk geschmückt sind. Im Scheitel des Sterngewölbes mit Schienenrippen trägt ein ovaler Schlussstein über dem Altar des Ehewappen Binsfeld-Nesselrode.
Interessant sind das gotische Holzkreuz im Chor von etwa 1530 mit einem fast lebensgroßen Korpus und das Epitaph an der Nordwand des Chores mit den überlebensgroßen Figuren des Johann von Binsfeld und seiner Ehefrau Anna von Nesselrode.
Nach größeren Schäden im Zweiten Weltkrieg erfolgte bis Mitte der 1950er Jahre der Wiederaufbau.

## Pfarrer
Folgende Pfarrer wirkten bis zur Auflösung der Pfarre als Pastor an St. Gertrudis:
| von – bis | Name                   |
| --------- | ---------------------- |
| 1914–1932 | Ernst Ingenhoven       |
| 1932–1967 | Gerhard Forst          |
| 1969–1985 | P. Herbert Bläser MSF  |
| 1985–1986 | P. Klemens Etgeton MSF |
| 1986–1988 | Klaus Dors             |
| 1988–2007 | Hermann Küppers        |
| 2007–2010 | Raphael Häckler        |